# Seznam dirkačev v motociklizmu (Y)
- Kazuya Yamada
- Tetsuya Yamaguchi
- Yousuke Yamakawa
- Takehiro Yamamoto
- Youichi Yamamoto
- Morisuka Yamashita
- Kazuaki Yamashita
- Fuyuki Yamazaki
- Shunji Yatsushiro
- Ryuji Yokoe
- Toshimi Yorino
- Kenichi Yoshida
- Lewis Young
- Paul Young
- Yasuharu Yuzawa
- Sharol Yuzi